# Oxalis melilotoides
Oxalis melilotoides là một loài thực vật có hoa trong họ Chua me đất. Loài này được Zucc. mô tả khoa học đầu tiên năm 1824.